# Aridaia
Aridaía (græsk: Αριδαία; makedonsk: С'ботско, S'botsko; bulgarsk: Съботско) er en by og en tidligere kommune i den regional enhed Pella, Grækenland. Siden kommunalreformen i 2011 er den administrationsby i kommunen Almopia. Den ligger i det nordvestlige hjørne af den Pella og grænser op til den sydlige del af Nordmakedonien og det nordøstlige hjørne af den regionale enhed Florina. Dens landareal er 562,91 km². Indbyggertallet i selve Aridaia er 7.057, mens det i hele den kommunale enhed er 20.313 (folketælling 2011). Andre byer i området er Prómachoi (1.740 indbyggere), Sosándra (1.078), Ápsalos (1.121), Ápsalos (1.121), Loutráki (1.146), Polykárpi (1.049), Tsákoi (961), Voreinó (766) og Χifianí (767).
Byen blev tidligere kaldt "Αρδέα" (Ardea).
Aridea blev befriet den 4. november 1912 under 1. Balkankrig og begyndte at udvikle sig som by efter en flygtningestrøm fra Anatolien.